# Monika Sie Dhian Ho
Monika Sie Dhian Ho (Amsterdam, 11 januari 1967) is een Nederlandse politicologe. Zij is sinds 1 juli 2016 directeur van het Nederlandse Instituut voor internationale betrekkingen Instituut Clingendael.
Sie studeerde politicologie aan de Erasmus Universiteit Rotterdam. Zij werkte als universitair docent politicologie bij de Erasmus Universiteit Rotterdam en universitair docent aan de Universiteit Leiden op het gebied van internationale politieke economie en internationale betrekkingen. Tussen 1997 en 2006 werkte zij als projectleider/onderzoeker bij de Wetenschappelijke Raad voor het Regeringsbeleid. Zij werkte mee aan rapporten op het gebied van ontwikkelingssamenwerking, Europese samenwerking, defensiebeleid en bestuurlijke vernieuwing. Naast haar werk bij de WRR was zij universitair docent bij de Universiteit Leiden (campus Den Haag) en doceerde zij aan de Nederlandse School voor Openbaar Bestuur. Zij werkte als gastonderzoeker bij de Universiteit van Sussex, het Max Planck Instituut in Keulen en het NIAS.
Sie Dhian Ho werd op 1 januari 2008 directeur van de Wiardi Beckman Stichting, het wetenschappelijk bureau van de Partij van de Arbeid. Hierin volgde zij Paul Kalma op. Als directeur van Instituut Clingendael is zij de opvolger van Ko Colijn.
Binnen de Partij van de Arbeid was Sie betrokken als lid van de beginselprogrammacommissie (in 2005) en de verkiezingsprogrammacommissie (in 2006). Zij was al eerder benaderd voor posities als Tweede Kamerlid of wethouder maar heeft die geweigerd om vorm te kunnen geven aan haar academische carrière.
Sie heeft een Chinees-Indonesische vader en een Nederlandse moeder, die allebei uit Indonesië kwamen om in Nederland te studeren.